# Gemeindefreies Gebiet Winzerwald

Lage des gemeindefreien Gebiets Winzerwald im Landkreis Günzburg

Der Winzerwald ist ein 1,16 km² großes gemeindefreies Gebiet im schwäbischen Landkreis Günzburg.

## Geographie
Das gemeindefreie Gebiet, ein Staatsforst, ist Teil eines größeren Waldgebiets zwischen Winzer und Mindelzell. Das Gebiet liegt auf der Hochfläche des Riedels zwischen den Tälern der Mindel und des Haselbachs. Im Südosten gehört auch der steil zum Mindeltal hin abfallende Hang zu dem gemeindefreien Gebiet. Im Norden und Osten grenzt an das Gemeindefreie Gebiet die Gemeinde Ursberg, im Süden und Westen die Gemeinde Aletshausen und im Nordwesten die Stadt Krumbach (Schwaben).
Der Bereich des steil zum Mindeltal abfallenden Hanges ist seit 1978 Naturwaldreservat, da es sich um einen artenreichen naturnahen Hangwald handelt. Der größte Teil dieses 21,9 ha großen Naturwaldreservats mit dem Namen Halde ist auch Teil des FFH-Gebiets Mindelhänge zwischen Winzer und Mindelzell.